# ZXVGS
ZXVGS je operační systém pro počítače Sinclair ZX Spectrum a kompatibilní. Autorem operačního systému je Jarek Adamski.
Nejedná se pouze o programové vybavení, ZXVGS přidává počítači svoji vlastní paměť, takže celá paměť ZX Spectra je plně k dispozici.
Pomocí Resident System Extensions (RSX), což jsou krátké programy uložené do paměti ZXVGS, je možné možnosti ZXVGS rozšířit. Takto je uskutečněna např. podpora .TAP a .Z80 souborů používaných v emulátorech ZX Spectra. Pomocí RSX je ale možné rozšířit nejenom podporu zpracování konkrétních typů souborů, je také možné rozšířit syntaxi Sinclair BASICu, emulovat různé diskové systémy, obsluhovat různé tiskárny, zpracovávat grafické soubory z jiných počítačových platforem a umožnit i jiné funkce.
Veškeré služby operačního systému jsou volány pomocí instrukce RST #08 následované číslem požadované služby.
ZXVGS také může využít rozšíření paměti PL3MEM, které kompatibilní se stránkováním ZX Spectra +3, pokud je toto k dispozici, a s rozšířením paměti ZX Spectra na 4 MiB. Je-li ZXVGS provozován na počítači Timex Sinclair 2068 nebo kompatibilních, umožňuje využít rozšíření paměti o 512 KiB.